# 朝鮮民主主義人民共和国のベトナム戦争参戦

1964年から1967年にかけてのベトナム戦争の戦況

朝鮮民主主義人民共和国のベトナム戦争参戦（ちょうせんみんしゅしゅぎじんみんきょうわこくのベトナムせんそうさんせん）は、ベトナム戦争において社会主義陣営がベトナム民主共和国（北ベトナム）に対して行った軍事援助の一つであり、朝鮮民主主義人民共和国（北朝鮮）は北爆下の北ベトナムへ空軍部隊を派遣した他、様々な援助を実施した。北朝鮮及びベトナムは、ベトナム戦争終結後も参戦の事実を長らく公式には認めていなかったが、2000年頃から双方がその事実を明らかにするようになった。

## 派遣への意思表明
1965年、韓国がベトナムに派兵すると、北朝鮮は韓国側が派遣した同程度の武器、軍隊を南ベトナム民族解放戦線に供与することを繰り返し表明。同年7月13日、金一第一副首相が経済使節団を率いてベトナムへ訪問した際にも派兵への意思を表明した。

## 空軍部隊の派遣

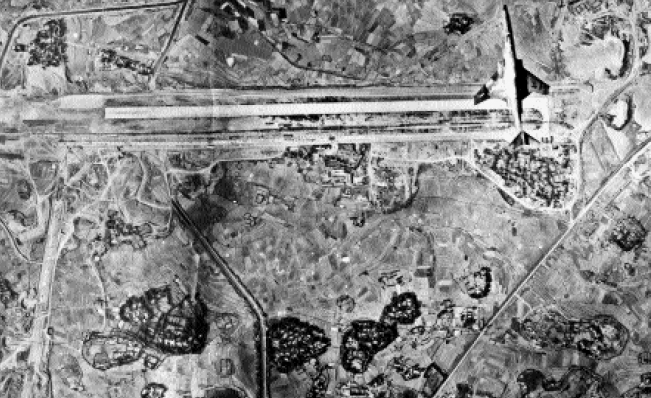
ケップ飛行場（1966年、米軍空撮）

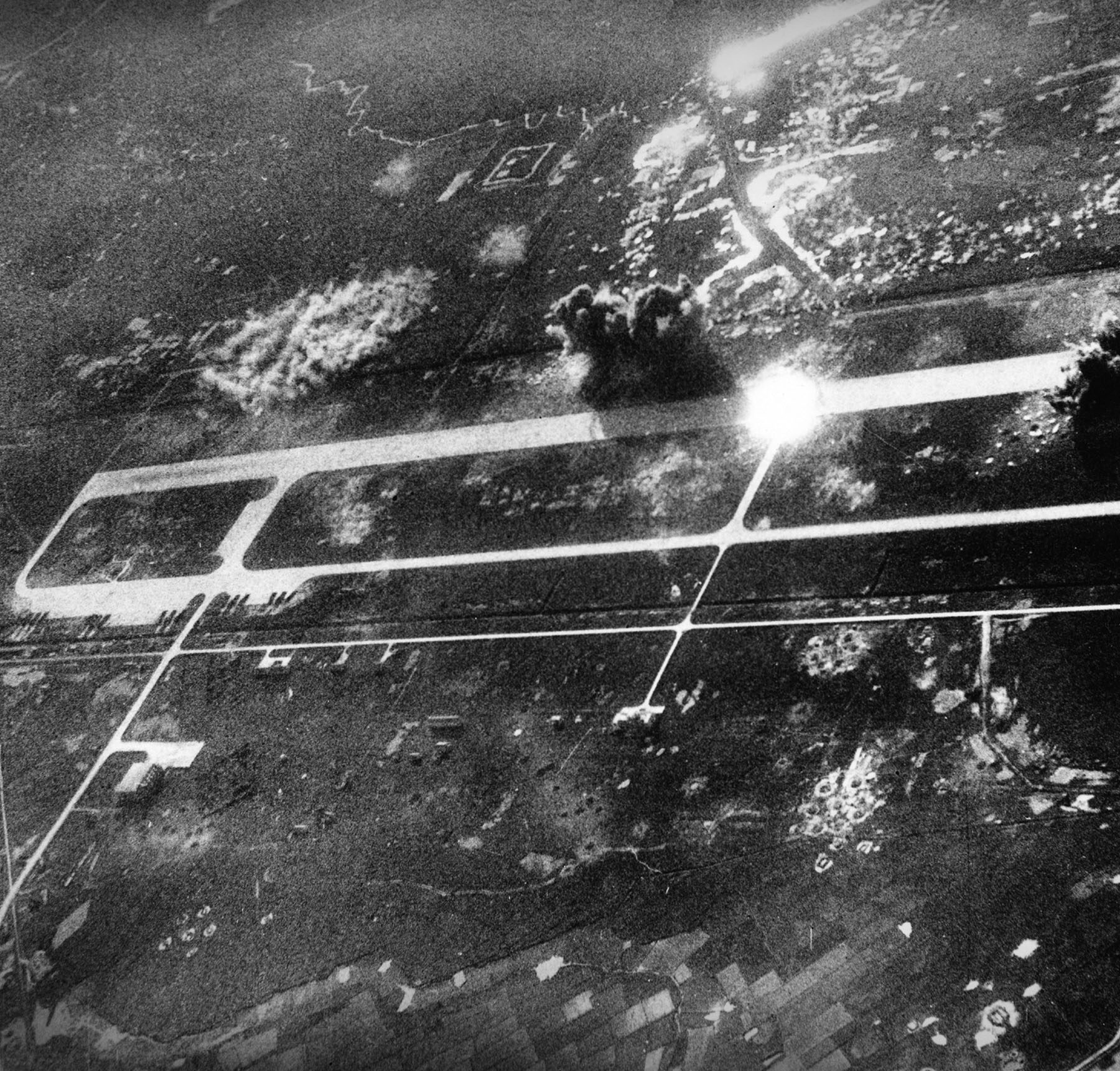
フックイエン飛行場（1967年、米軍空撮）

ベトナムの公刊戦史は、北朝鮮の空軍派遣部隊を「Z団」（ベトナム語: Đoàn Z）と呼称し、1967年から1968年にかけてケップ飛行場に駐屯したことを除いてその正確な規模・部隊構成・活動について明らかにしていない。実際に派遣されたのは朝鮮人民軍空軍第203軍部隊で、これは黄州飛行場に駐屯する飛行連隊であった。連隊長はキム・チャンソン上佐とされる。
1966年9月21日付のベトナム人民軍公文書によれば、ベトナム労働党中央軍事委員会常務委員会の会議上、北朝鮮が空軍部隊の派遣を提案したことが人民防空・空軍司令官フン・テー・タイから報告された。北朝鮮側は、派遣部隊は中隊ごとに北ベトナム空軍連隊に編入されること、北ベトナムの軍服を着用することなどを要望した。中央軍事委員会書記のヴォー・グエン・ザップは、同盟国は尊重しなければならないが、同時に北ベトナムの主体性も保持する必要があり、将来の無用な混乱を避けるために両者間の連絡・調整は明瞭かつ正確になされなければならないとした。
9月24日から30日にかけて、ベトナム人民軍総参謀長ヴァン・ティエン・ズン、朝鮮人民軍総参謀長崔光ら両軍事代表団の会談がハノイにおいて行われ、9月30日に大要次のような議定書が調印された。
1. 1966年10月下旬から11月の間に、北朝鮮はMiG-17中隊1個（10機）を充足する人員を派遣する。1966年末から1967年初の間に北ベトナム側が機体の準備を終えた後、さらにMiG-17中隊1個を充足する人員を派遣する。1967年中に北朝鮮側が人員の準備を終え、北ベトナム側が機体の準備を終えた後、さらにMiG-21中隊1個を充足する人員を派遣する。
2. 内部管理と戦闘指揮を容易にするため、北朝鮮側人員は各中隊に組織され、将来的には連隊として組織されることとする。この連隊が編成されるまでは各中隊は北ベトナム空軍連隊の隷下に置かれ、北ベトナム空軍連隊の飛行場を使用するが、連隊が編成された後は独自の飛行場を割り当てられる。
3. 北ベトナム空軍連隊隷下の各中隊は、連隊本部及びベトナム人民防空・空軍司令部の指導・指揮下に置かれる。
4. 空軍部隊間、あるいは空軍部隊と対空砲兵部隊・対空ミサイル部隊の間の調整は、ベトナム人民防空・空軍司令部の指導・指揮下に実施される。
5. 情報保障・航空機に関する技術保障など、全ての指揮・技術保障は北ベトナム側が提供する。
6. 北朝鮮側人員に対し、北朝鮮は基本的な技術訓練・戦術訓練を実施する。北ベトナムに到着後、北ベトナムは戦場・気象・作戦対象等の諸条件に適応するための応用的訓練のみを提供する。

第203軍部隊が北ベトナムに到着した時期は1966年10月下旬から11月上旬の間だったと見られる。10月19日には第203軍部隊に対して金日成が談話を行っており、12月22日には6週間前に北ベトナムで北朝鮮パイロットが確認されたとの情報がアメリカで報道されているためである。第203部隊は飛行訓練を終えた後、1967年5月20日までに実戦配備された。ベトナム国家大学ハノイ校人文社会科学学部のグエン・ティ・マイ・ホアは派遣の日時を1966年10月20日、初交戦の日時を12月15日としている。第203軍部隊の各中隊は北ベトナム空軍第923連隊に編入されたが、この部隊はバクザン省ランザン県のケップ飛行場に駐屯していた。MiG-21中隊については、フックイエン飛行場（後のノイバイ国際空港）に駐屯していた北ベトナム空軍第921連隊に編入されたともいう。
部隊の規模については様々な数字が挙げられている。当時北ベトナム空軍司令部政治委員だったファン・ハク・ヒー少将は、トゥオイチェー紙の2008年8月28日付の記事では87名が参戦したとし、ティエンフォン紙の2012年8月6日付の記事では飛行士24名（14名がMiG-17P、10名がMiG-17Fに搭乗）、地上要員113名が参戦したとしている。マイ・ホアによれば、派遣部隊は総員384名（うち飛行士96名）で、1968年1月には総員185名（うち飛行士46名）に減少し、5回の人員交代を経た1968年12月末の時点では総員159名（うち飛行士31名）であった。1996年に韓国へ亡命した元北朝鮮空軍のイ・チョルスは、1個連隊70名が6ヶ月ごとに交代し1967年から1972年までの間に延べ800名程度が派遣されたと証言した。
ヒー少将によれば、北ベトナムは1966年から1969年までの間に222機を撃墜して51人の捕虜を得ており、そのうちの26機が派遣部隊の上げた戦果である。1967年5月20日には、金日成が派遣部隊に対し米軍機10機の撃墜を喜ぶ祝賀文を送っている。イ・チョルスの証言では、派遣部隊は1969年5月28日に8機のMiG-17で12機のF-105を撃墜する戦果を上げ、これを記念して北朝鮮は谷山飛行場駐屯の第528飛行連隊を創設したという。
ベトナムの報道は部隊が派遣期間中に14名の戦死者を出したとするが、これは後述するバクザン省の墓地に残されていた墓碑が14基だったからである。墓碑によれば最も早い戦死者は1965年9月24日に死亡したウォン・ホンサンで、1946年4月25日生まれの19歳であった。ただし彼の戦死の日付は部隊派遣の協定が結ばれた1966年9月30日を1年以上遡っている。イ・チョルスは80名が戦死したと証言し、バクザン省墓地には着陸時や陸上での緊急脱出時に戦死した者の遺体が埋葬されたと主張する。つまり、海上での戦死などにより遺体が回収できなかった者は14名の中に含まれていないということである。2019年3月26日には、平壌の祖国解放戦争参戦烈士墓の一角にベトナム戦争参戦烈士27名の墓があると在日本朝鮮人総聯合会の機関紙朝鮮新報が報じた。
派遣部隊が北ベトナムを撤収した時期をベトナム側の記述はおおむね1969年頃としている。バクザン省墓地に埋葬された者の中で最も遅く戦死したのは1968年2月12日に死亡したキム・ギファンで、1936年1月5日生まれの32歳であった。一方で前述の通りイ・チョルスは派遣期間を1972年までと証言しており、韓国国防部軍史編纂研究所のイ・シンジェは1973年1月27日のパリ和平協定締結直前まで駐留を続けていたものと見るが、西江大学校のイ・ハヌはベトナム側の記述を覆すには根拠が不足していると指摘する。

### バクザン省墓地
14名の戦死者はバクザン省ランザン県タンジン社タンヴァン村のルンホアン丘に埋葬された。墓地を管理している元ベトナム人民軍兵士のズオン・ヴァン・ジャウによると、1965年から1968年にかけて北朝鮮大使館員がバクニン省・バクザン省・ランソン省で土地を探し、最終的にこの場所が選ばれた。この場所が戦死に直接の関係があるわけではなく、北朝鮮の関係者が偶然通りかかった際、この場所の日当たりがよいのを見て決めた。ジャウの家族や村人たちは供物となる鯉と黒犬を探すように頼まれたという。以前は墓が丘の上に散在していたが、2002年に戦死者の遺骸が故国に改葬されることになった際、バクザン省政府が1億ドンを投じて墓地を記念施設として整備し、2004年に完成した。墓地の門は東つまり朝鮮の方角を向いており、墓地の中央にある記念碑には「14名の朝鮮人民軍将兵の旧墓所」（ベトナム語: Nơi đã từng yên nghỉ của 14 cán bộ, chiến sĩ quân đội nhân dân Triều Tiên）とある。その後ろに並ぶ14基の墓碑の表側には朝鮮語で、裏側にはベトナム語で彼らの名が記されている。
毎年4月25日の朝鮮人民軍建軍節、または4月30日の南ベトナム解放記念日に合わせ、北朝鮮大使館員が花輪を捧げていた。2000年3月、当時東南アジア外遊中だった北朝鮮の白南淳外務相が墓地を訪れ花輪を捧げたことを受け、3月29日には在ベトナム韓国大使館員と韓国聯合ニュースが墓地を視察し、西側諸国においてはこれまで推測を通じてのみ知られていた北朝鮮のベトナム戦争参戦の事実が公式に確認された。2001年7月12日には北朝鮮の金永南最高人民会議常任委員会委員長が墓地を訪れた。2002年9月19日、金陽占人民武力部副部長を団長とする北朝鮮代表団がハノイにおいて戦死者の遺骸を引き取った。翌20日に空路北朝鮮へ帰国した際には鄭昌烈人民武力部副部長・金英日外務副相・戦死者遺族・在朝ベトナム大使らが出迎え、同日行われた安置式では金鎰喆人民武力部長とベトナム大使が式辞を述べて、戦死者の新たな墓前に金正日国防委員会委員長らの花輪が捧げられた。
| 氏名               | 朝鮮語 | 生年月日       | 没年月日       | 没年齢 |
| ------------------ | ------ | -------------- | -------------- | ------ |
| ウォン・ホンサン   | 원홍상 | 1946年4月25日  | 1965年9月24日  | 19歳没 |
| キム・グァンウク   | 김광욱 | 1932年5月22日  | 1967年3月10日  | 34歳没 |
| キム・ウォンファン | 김원환 | 1936年10月21日 | 1967年4月10日  | 30歳没 |
| チャ・スネ         | 차순해 | 1938年1月25日  | 1967年4月21日  | 29歳没 |
| パク・ドンジュン   | 박동준 | 1939年1月24日  | 1967年5月1日   | 28歳没 |
| リ・チャンイル     | 리창일 | 1937年5月18日  | 1967年5月1日   | 29歳没 |
| シン・ダロ         | 신달호 | 1938年2月3日   | 1967年5月16日  | 29歳没 |
| キム・テジュン     | 김태준 | 1938年3月28日  | 1967年6月3日   | 29歳没 |
| リム・チュンゴン   | 림춘건 | 1945年8月15日  | 1967年6月26日  | 21歳没 |
| リ・ドンス         | 리동수 | 1937年6月4日   | 1967年7月21日  | 30歳没 |
| リ・ドイン         | 리도인 | 1938年1月15日  | 1967年7月21日  | 29歳没 |
| リム・ジャンファン | 림장환 | 1929年12月18日 | 1967年9月30日  | 37歳没 |
| キム・ギョンウ     | 김경우 | 1937年12月20日 | 1967年10月18日 | 29歳没 |
| キム・ギファン     | 김기환 | 1936年1月5日   | 1968年2月12日  | 32歳没 |

## 心理戦部隊の派遣
空軍部隊とは別に、韓国軍に対する情報収集と心理戦とを任務として数十人の北朝鮮人が南ベトナムへ派遣された。マイ・ホアによれば、派遣されたのは対敵宣伝やラジオ放送の専門家35人であった。1967年7月6日に在朝ルーマニア大使館が本国へ送信した外交公電には、二等書記官アウレリアン・ラザルに対し前日南ベトナム解放民族戦線の在朝臨時代表グエン・ロンが語った内容として、多くの北朝鮮人が南ベトナムで活動しており、彼らは韓国軍の戦術・戦闘準備・士気を研究し、韓国軍に対して対敵宣伝を展開することを任務としていて、北朝鮮は増員を計画していたがベトナム語の習得が壁となっている、などとある。南ベトナムにおける活動はハノイの北朝鮮大使館が調整しているという。
ベトナムで90年代以降出版された複数の公刊戦史には、北ベトナムの心理戦部門が朝鮮労働党中央委員会の作戦部門と連携し、韓国軍兵士に照準を定めてイデオロギー攻撃を実施したこと、両者の協定に基づき、1966年から1967年にかけて北朝鮮が幹部を南ベトナムに派遣したことが記述されている。ベトナム公安部の出版物によれば、1971年4月24日、ビンディン省フーカット県において省党委員会の本部が韓国軍猛虎師団の攻撃を受けた。当時省委では幹部の学習会が開かれており北朝鮮の顧問3人も同席していたが、護衛の武装警察部隊が11日間の戦闘の末に韓国軍を撃退したために幹部らに被害はなかったという。少なくとも1971年までは心理戦要員が南ベトナムで活動していたと考えられる。

## 工兵部隊の派遣
トンキン湾事件後、防空壕や地下施設の建設を任務とする工兵部隊が北ベトナムへ派遣された。このことは北朝鮮側の資料から明らかであるが、ベトナム側の資料でも確認することができる。1965年夏、北ベトナム副首相レ・タイン・ギと会談した金日成は、1950年代に自国で地下施設の建設を行った経験から、500人以上の専門家と労働者を派遣できることを伝えた。また、ベトナム人民軍第299工兵連隊の隊史には、1965年10月から1967年12月にかけて、タイグエン省において朝鮮人民軍の支援を受けながら地下施設の建設を行った事実が記述されている。

## 参考資料

### 研究論考
- 도미엔 (2014), 베트남 전쟁 시기 (1950년~1975년) 북한 - 북베트남의 관계: 베트남자료를 중심으로, 한국학중앙연구원 2019年5月27日閲覧。
- 도미엔 (2015), “베트남 소재 남·북한 관련 자료- 베트남전쟁기(1954~1975년)를 중심으로”, 군사 (국방부군사편찬연구소) 96:  323-362 2019年5月27日閲覧。
- 이한우 (2017), “(서평)북한의 베트남전쟁 참전에 대한 최초의 체계적 연구 - 이신재, 『북한의 베트남전쟁 참전』(서울: 국방부 군사편찬연구소, 2017) -”, 군사 (국방부군사편찬연구소) 104:  331-337 2019年5月27日閲覧。
- 이신재 (2016), “북한 공군의 베트남전쟁 참전”, 현대북한연구 (심연북한연구소) 19 (3):  6-51 2019年5月27日閲覧。
- 김진환 (2015), “베트남전쟁 시기 북한의 대외정책”, 사회와역사 (한국사회사학회) 105:  41-70 2019年5月27日閲覧。
- Kim, Jiyul (2017), “North Korea in the Vietnam War”, in Sherman, Stephen, Indochina in the Year of the Cock - 1969, RADIX Press 2019年5月27日閲覧。
- 宮本悟 (2003), “朝鮮民主主義人民共和国のベトナム派兵”, 現代韓国朝鮮研究 (現代韓国朝鮮学会) 2:  58-67 2019年5月27日閲覧。
- 宮本悟 (2013), “朝鮮民主主義人民共和国とベトナム戦争(1)”, 聖学院大学総合研究所紀要 (聖学院大学総合研究所) 55:  292-310 2019年5月27日閲覧。
- 宮本悟 (2014), “朝鮮民主主義人民共和国とベトナム戦争(2)”, 聖学院大学総合研究所紀要 (聖学院大学総合研究所) 57:  211-237 2019年5月27日閲覧。
- Pribbenow, Merle L. II (2003), “The 'Ology War: Technology and Ideology in the Vietnamese Defense of Hanoi, 1967”, The Journal of Military History (Society for Military History) 67 (1):  175-200 2019年5月27日閲覧。
- Pribbenow, Merle (2011), North Korean Pilots in the Skies over Vietnam, Wilson Center 2019年5月27日閲覧。
- Pribbenow, Merle (2018), North Korean Psychological Warfare Operations in South Vietnam, Wilson Center 2019年5月27日閲覧。
- Pribbenow, Merle (2019), North Korean Military Engineer Regiment Helped Build Secret Underground Headquarters Complex during the Vietnam War, Wilson Center 2019年5月27日閲覧。
- Young, Benjamin R. (2017), A Revolutionary State: North Korea's Support of Non-State Actors, Past Policies and Future Issues, Korea Economic Institute of America 2019年5月27日閲覧。
- Young, Benjamin R. (2019), The Origins of North Korea-Vietnam Solidarity: The Vietnam War and the DPRK, Wilson Center 2019年5月27日閲覧。

### 一般報道
- 유용원; 김동섭 (1998年9月13日). “북,월남전 조종사 8백명 파견”. 조선일보 2019年5月27日閲覧。
- 권쾌현 (2000年3月29日). “북한 베트남전 참전 사실 확인”. 연합뉴스 2019年5月27日閲覧。
- “ベトナム反米抗戦で戦死した人民軍烈士の遺骸を安置”. 朝鮮新報. (2002年9月27日) 2019年5月27日閲覧。
- Hà, Ánh Dương; Văn, Hải (2008年8月10日). “14 chiến binh Triều Tiên trên bầu trời Việt Nam”. Tuổi Trẻ 2019年5月27日閲覧。
- Nguyên, Nhung (2008年8月28日). “Về "14 chiến binh Triều Tiên trên bầu trời Việt Nam"”. Tuổi Trẻ 2019年5月27日閲覧。
- Nguyễn, Trường (2012年8月6日). “Nơi các chiến binh Triều Tiên nằm lại”. Tiền Phong 2019年5月27日閲覧。
- “Chuyện về 14 ngôi mộ của phi công Triều Tiên tại VN”. Công an Nghệ An. (2013年7月24日) 2019年5月27日閲覧。
- 김성동 (2014年11月18日). “월남전 참전 북한군 희귀 사진 공개”. 조선뉴스프레스 2019年5月27日閲覧。
- 宮本悟 (2014年12月29日). “ホワイトハウスに乗り込んだ北朝鮮「ベトナム戦争」の英雄”. デイリーNKジャパン 2019年5月27日閲覧。
- 宮本悟 (2014年12月30日). “ホー・チ・ミンから届いた「派兵要請」の親書”. デイリーNKジャパン 2019年5月27日閲覧。
- 宮本悟 (2014年12月31日). “米軍機26機を撃墜した「北の戦闘機乗りたち」”. デイリーNKジャパン 2019年5月27日閲覧。
- 宮本悟 (2015年1月1日). “北朝鮮版「ランボー」がたどった数奇な運命”. デイリーNKジャパン 2019年5月27日閲覧。
- 조정훈 (2015年11月19日). “혈맹으로 맺은 북한과 베트남”. 통일뉴스 2019年5月27日閲覧。
- Dinh, Hau; Peck, Grant (2019年2月20日). “Memorial speaks to North Korea’s ties to summit host Vietnam”. Associated Press 2019年5月27日閲覧。
- 宮本悟 (2019年2月22日). “北朝鮮とベトナム、その対立と和解”. 日経ビジネス 2019年5月27日閲覧。
- Tuấn, Hợp (2019年3月5日). “Chuyện về 14 ngôi mộ lính phi công Triều Tiên ở Bắc Giang”. Dân trí 2019年5月27日閲覧。
- 金淑美 (2019年3月26日). “朝鮮とベトナム、新たな発展段階へ／烈士墓が伝える盟友関係”. 朝鮮新報 2019年5月27日閲覧。
- 정성조 (2019年3月26日). “조선신보 "베트남전 전사 북한군 유해 27구 평양에 안치"”. 연합뉴스 2019年5月27日閲覧。